# I-180 (航空機)

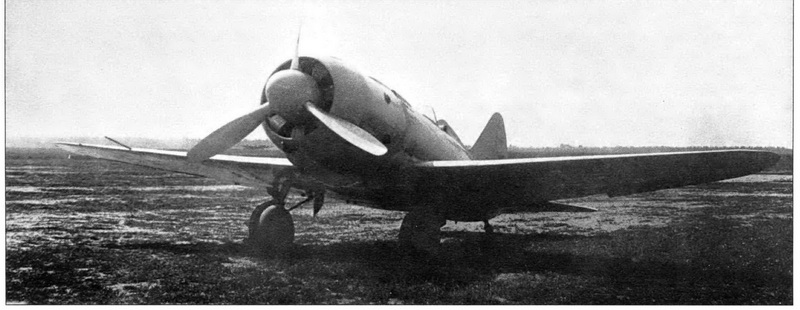
Polikarpow I-180-2

I-180(ロシア語:И-180イー・ストー・ヴォースィェミヂスャト)は、I-16の後継機としてポリカールポフ設計局が開発したソ連の戦闘機であった。本機はI-16によく似たスタイルをしていたが、開発は難航し、発展型のI-185(И-185イー・ストー・ヴォースィェミヂスャト・ピャーチ)が少数配備されたものの、不十分な性能と稼働率の低さから大量生産は行われず、その後ソ連空軍の主力はヤコヴレフ設計局やラーヴォチュキン設計局の開発した戦闘機が担っていくことになった。